# Antonio Manuel de Hartalejo

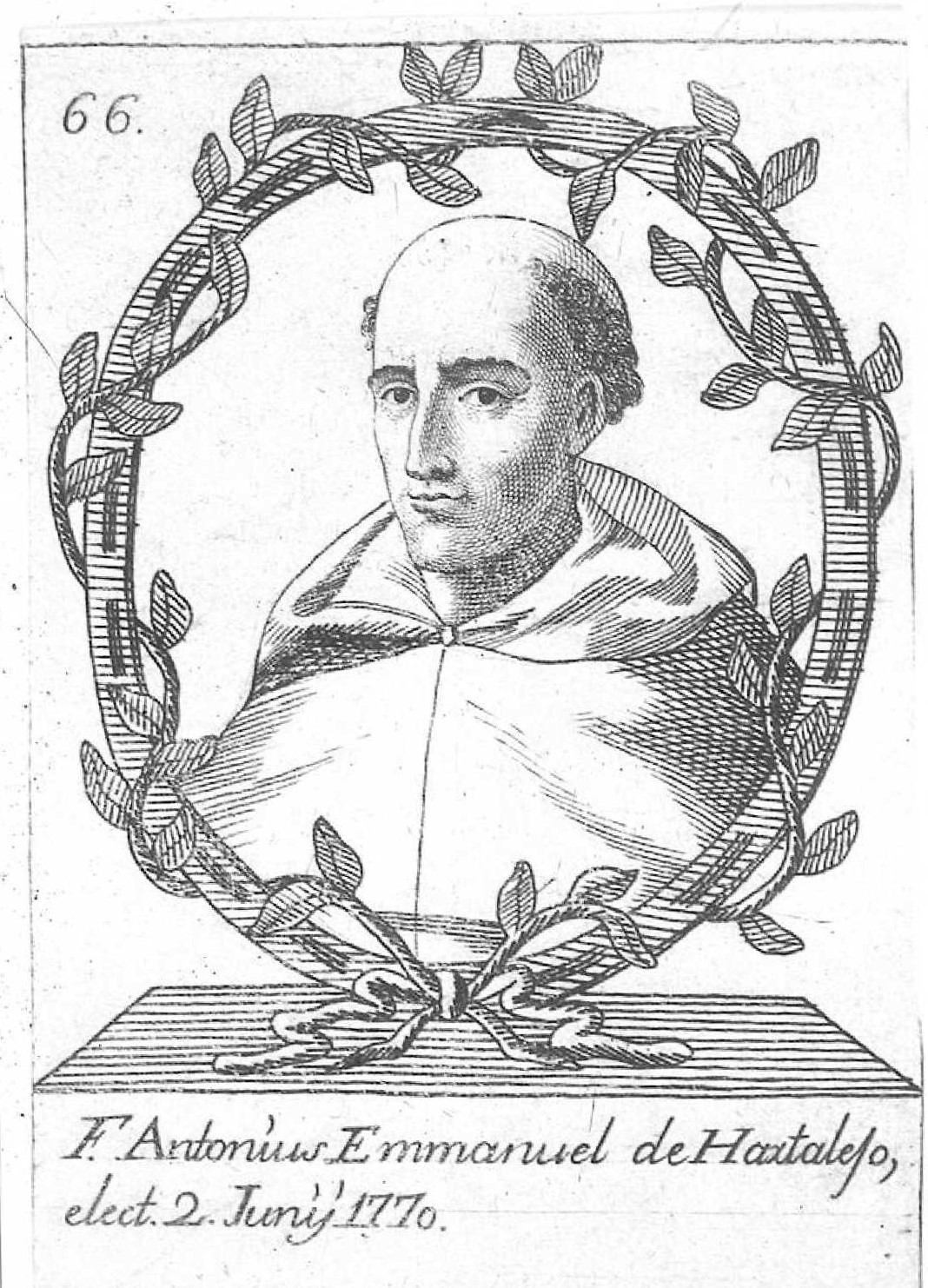
Retrato de fray Antonio Manuel de Hartalejo, grabado a buril anónimo. Inscripción: «F. Antoníus Emmanuel de Hartalejo, elect. 2. Junij 1770». Biblioteca Nacional de España.

Fray Antonio Manuel de Hartalejo o Artalejo (Ciempozuelos, 1714-Vic, 18 de junio de 1782), religioso mercedario español; hombre culto, afín al pensamiento ilustrado, fue maestro general de la Orden de la Merced de 1770 a 1776 y obispo de Vic desde el 8 de junio de 1777 en que tomó posesión hasta su muerte.
Como redentor por la provincia de Castilla y comendador del convento mercedario de Madrid, en el que profesó, firmó con el comendador del convento de Córdoba, fray Francisco González Fariñas, y el maestro general, fray Juan Caballero, la Memoria de los cautivos christianos, que se han redimido de poder de infieles, en el Imperio de Marruecos, Reynos de Fez, Mequinez y Salé [...] en los días 15 y 16 de Mayo de este presente año de 1759. El rescate se llevó a cabo en Tánger, interviniendo como intermediarios dos comerciantes daneses, y permitió la liberación de dos frailes franciscanos, que se hallaban esclavos en poder del emperador de Marruecos, dos mujeres y ochenta y cuatro varones, algunos de ellos niños como Feliz Serra, de diez años y uno de cautiverio, por el que se pagaron seiscientos cincuenta pesos, o Andrés Famadas, natural de Barcelona, de trece años y cinco de cautiverio, cuyo rescate costó quinientos pesos «y un Moro» —treinta y cinco se liberaron en la operación y otro prefirió convertirse y fue bautizado en Ciempozuelos—, con un coste total de cincuenta y nueve mil doscientos cinco pesos fuertes y dieciséis reales de vellón. En 1768 y 1769, por orden de Carlos III, participó en una nueva redención de cautivos en Argel.
Miembro de la Real Academia de Bellas Artes de San Fernando, practicó, al menos por afición, la pintura. Es suyo el retrato del también mercedario fray Gabriel Téllez —Tirso de Molina— conservado en la Biblioteca Nacional de España, copia de un original perdido existente en su tiempo en el convento de la Merced de Madrid, como indica la inscripción al pie del retrato, que firmó siendo ya general de la Orden. Durante su generalato promovió la mejora y embellecimiento de las instalaciones conventuales, como hizo con el convento de Olmedo, en el que instaló el Colegio de Misiones de la Provincia de Castilla. A su convento de la Merced de Madrid le donó antes de partir a Vic su rica biblioteca, cuyo inventario manuscrito guarda la Biblioteca Nacional de España.
Como obispo de Vic, además de colocar el 24 de septiembre de 1781 la primera piedra de su nueva catedral, con fachada de estilo neoclásico, dio los planos de la iglesia parroquial de Calldetenes, puesta bajo la advocación de la Virgen de la Merced, y pintó los cuadros colocados en el presbiterio, ahora perdidos.
De 1778 a 1780 realizó la visita pastoral a los pueblos de su diócesis y los datos recogidos por él mismo o por Juan Palacios, su secretario, reunidos en una carpeta conservada en la Biblioteca Episcopal con el título Plan General y noticias del Obispado de Vique, forman una especia de censo demográfico y económico, con noticias variadas, como el estado de los caminos o los lugares de refugio de los contrabandistas.
Preocupado por la formación doctrinal de sus feligreses en 1779 publicó en edición bilingüe castellano-catalán un Cathecismo de la Doctrina Christiana. Sumari brevissim de sos Dogmas, del que se editaron ocho mil ejemplares.
Su formación neoclásica es patente en cuanto rodea al impulso que dio a la remodelación de la catedral de Vic, encomendando al arquitecto Josep Morató i Codina un proyecto de reforma y ampliación de la catedral antigua que en último extremo iba a suponer la construcción de un edificio nuevo. El proyecto de ampliación tropezó con la existencia de la pequeña iglesia de Santa María la Rodona, de planta circular, situada a los pies de la iglesia mayor. En 1781, el cabildo, que juzgaba prioritaria la construcción de una nueva catedral acorde con los tiempos, propuso su demolición, alegando su mal estado y escaso valor, pero el 18 de septiembre el conde de Floridablanca escribió a Hartalejo en nombre del rey prohibiendo la destrucción del viejo edificio. Hartalejo encargó al capítulo catedralicio un informe sobre la antigüedad de la pequeña iglesia y otro al arquitecto Josep Morató sobre lo que costaría mantenerla y repararla, informes que remitió a Floridablanca, quien se los pasó a la Real Academia de Bellas Artes de San Fernando, y esta ratificó la negativa al derribo al creer que se trataba de una construcción de origen romano por su planta centralizada. La autorización para la demolición, que hacía posible proseguir la construcción de la nueva catedral conforme a lo proyectado, como reclamaban el cabildo y la ciudad, solo llegó en 1787, muerto ya Hartalejo, pero entre tanto habían proseguido unas obras que exigían derribar partes de la vieja catedral, además de desplazar el claustro y sus dependencias para dejar espacio a la nueva obra. El 22 de noviembre de 1781 Hartalejo pudo escribir al conde de Floridablanca, ufano por el comienzo de las obras:

Se empieza a desembarazar el claustro, que como dije a V. E. es un conjunto de disparates y mamarrachos y ha sido obstáculo para que Dios tenga casa muchos años hace. Sin las faltas de architectura, que se ve en cada piedra, hay unas pinturas de almagre que solo por verlas se puede hacer un viaje a Vique. Con una solo, y sin molestar más la sabia atención de V. E., se ven todas las demás. Hay una pintura de la Presentación de Nuestra Señora. Va subiendo por las escaleras del templo como de edad de cuarenta años y con el rosario en las manos, ¡y es la menos indecente! Porque finalmente está tapada. Hay otra de la Asunción enteramente desnuda.

Falleció el 18 de junio de 1782 y no pudo ser enterrado en la catedral a causa precisamente de las obras que se estaban realizando en ella y la demolición de las capillas románicas del costado meridional, por lo que hubo de ser provisionalmente enterrado en la iglesia de la Merced.